# 羅賓·亞金·道恩斯
羅賓·亞金·道恩斯（英語：Robin Atkin Downes，1976年9月6日—），是一位英國男演員和配音員，他因在電玩遊戲《最後生還者》的羅伯托（Robert）、《古墓奇兵》的康拉德·羅斯（Conrad Roth）和《秘境探險4：盜賊末路》的海克特·阿卡札（Hector Alcazar）配音而聞名遐邇。

## 簡介
羅賓生於倫敦，他在費城的天普大學獲得藝術創作碩士學位。
羅賓擁有一個自己的個人YouTube頻道，該頻道上上傳他多年以來在工作的幕後花絮。

## 個人生活
羅賓與同演員麥可·安·揚（Michael Ann Young）於2004年11月6日結婚。他們住在洛杉磯，育有一名女兒，叫做娜塔莎（Natasha）。

## 外部連結
- 羅賓·亞金·道恩斯在互联网电影资料库（IMDb）上的資料（英文）
- 羅賓·亞金·道恩斯的X（前Twitter）
- 羅賓·亞金·道恩斯的Instagram帳戶